# Paul Boateng

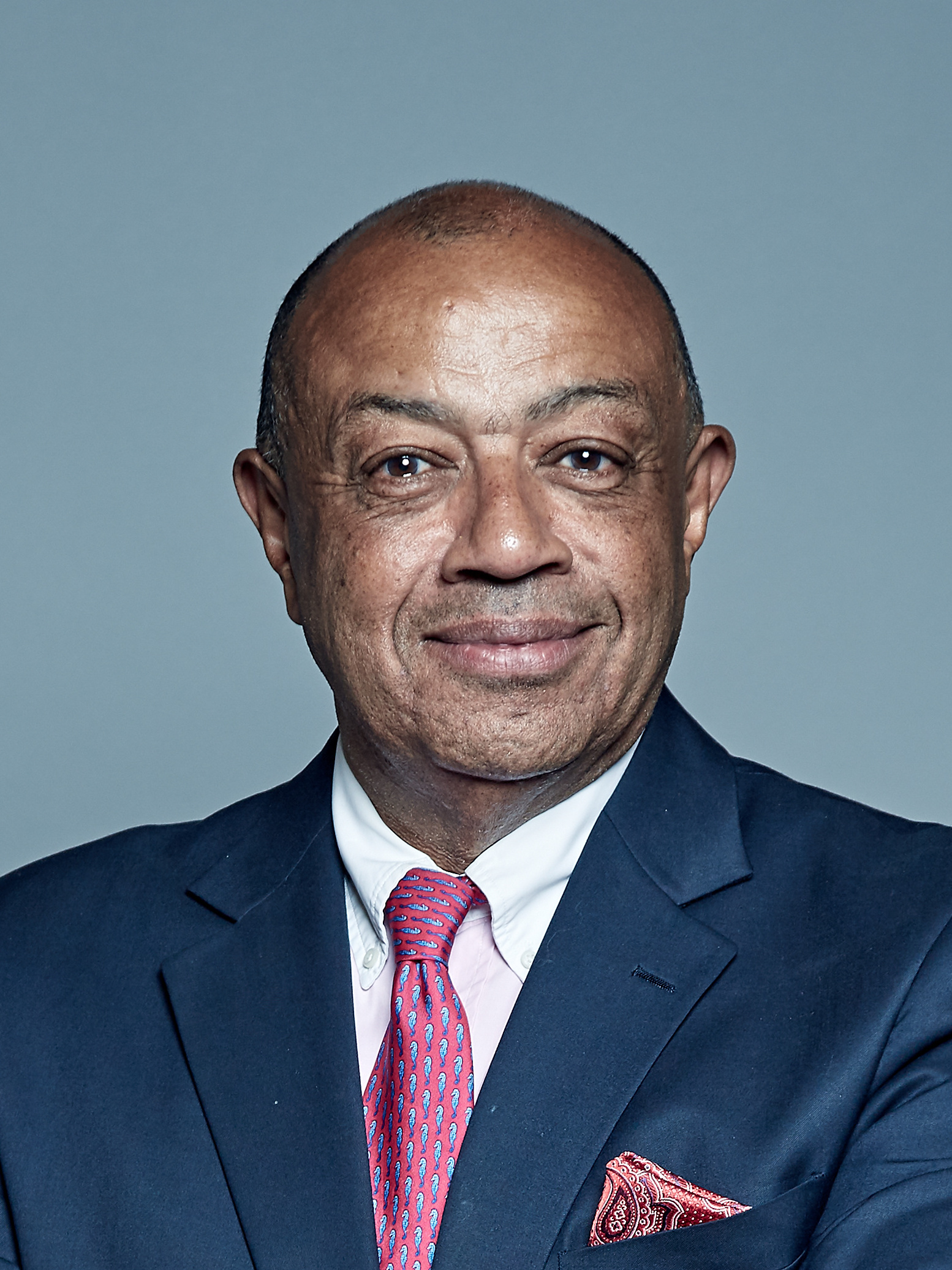
Paul Boateng (2018)

Paul Yaw Boateng, född 14 juni 1951 i London, är en brittisk politiker inom Labourpartiet. Han blev 2002 Storbritanniens första svarta minister i kabinettet. Hans far kommer från Ghana där han en tid var minister, modern är från Skottland.
Han har tidigare jobbat som advokat med examen från Bristols universitet. Han kom in i parlamentet i samband med valet 1987 som representant för valkretsen Brent South. Han blev skuggminister 1992. Efter Labours valvinst 1997 blev han vice minister vid hälsodepartementet, 1998 flyttade han till inrikesdepartementet för att 2001 få posten som skatteminister. 2002 blev han kabinettsminister.
Boateng kandiderade inte i valet 2005. Efter valet utnämndes han till ambassadör i Sydafrika (High Commissioner for South Africa) vilket han var 2005 till 2009.
Han adlades 2010 som Lord Boateng.